# Lijst van burgemeesters van Monster
Dit is een lijst van burgemeesters van de voormalige Nederlandse gemeente Monster. Op 1 januari 2004 ging deze gemeente op in de gemeente Westland.
| Ambtsperiode | Naam burgemeester                           | Partij of stroming                     | Bijzonderheden                                                                                        |
| ------------ | ------------------------------------------- | -------------------------------------- | --- |
| 18?? - 18??  | ?                                           |                                        | |
| 18?? - 1837  | René Henri van der Meer van Kuffeler        |                                        | |
| 1837 - 1847  | Jan Droogleever Fortuijn (1802-1877)        |                                        | eerder burgemeester van Nieuwerkerk aan den IJssel                                                    |
| 1847 - 1854  | Leon Herckenrath                            |                                        | Herckenrath is een van de hoofdfiguren in de novelle Leon en Juliette (2020) van Annejet van der Zijl |
| 1854 - 1865  | W. van Oordt                                |                                        | |
| 1865 - 1869  | Petrus Isaacus de Fremery                   |                                        | |
| 1869 - 1895  | G. van Luik                                 |                                        | |
| 1896 - 1897  | jhr.mr. Carel Adolf Elias                   | liberaal                               | |
| 1897 - 1910  | Joost William Jan baron Taets van Amerongen |                                        | |
| 1911 - 1921  | Gerard Marie Sutorius                       | Algemeene Bond van RK-kiesverenigingen | |
| 1922 - 1944  | Gerardus Wilhelmus Kampschöer               | Algemeene bond / RKSP                  | |
| 1945         | H.A.J. Ipenburg                             | NSB                                    | tevens burgemeester van 's-Gravenzande (1944-1945)                                                    |
| 1945? - 1946 | A.J. van Rest                               |                                        | waarnemend                                                                                            |
| 1946 - 1960  | K.L.J. Wouters                              |                                        | |
| 1960 - 1968  | A.J. Berends                                | KVP                                    | |
| 1968 - 1975  | Jan (J.H.J.) Daniels                        | KVP                                    | |
| 1975 - 1983  | G.A. Stolwijk                               | KVP / CDA                              | |
| 1983 - 1991  | Maria Petronella van der Klugt-Witteman     | CDA                                    | |
| 1992 - 1996  | Paul (P.G.A.) Captijn                       | D66                                    | |
| 1997 - 2003  | Bert (B.J.) Bouwmeester                     | D66                                    | |